# San Marco (sestiere di Venezia)
San Marco è uno dei sestieri di Venezia.
Il 12 dicembre 2007 il sestiere contava 4 236 abitanti.

## Geografia
Il sestiere di San Marco è delimitato a nord dal Canal Grande; a sud, dove la Piazza guarda alla Laguna di Venezia, dal bacino San Marco; a ovest dal Rio di Palazzo; a est dal Rio di San Giuliano.
Il sestiere confina a nord col sestiere di Cannaregio e ad est col sestiere di Castello mentre si collega al sestiere di San Polo tramite il Ponte di Rialto e a quello di Dorsoduro tramite il Ponte dell'Accademia.
Dal punto di vista amministrativo il sestiere di San Marco comprende anche l'isola di San Giorgio Maggiore.

## Storia
Il sestiere di San Marco, originariamente chiamato Rivoalto da cui anche il nome Rialto, è il nucleo originario della città. Nei suoi primi secoli di vita infatti la città di Venezia era denominata Civitas Rivoalti proprio in riferimento alle isole su cui venne fondata.
Il cuore del sestiere è costituito da Piazza San Marco, che per quasi un millennio fu il centro politico e giudiziario della Repubblica di Venezia.
La Piazza sorse e si sviluppò sull'area occupata dagli antichi orti (Brolo) curati dalle suore del vicino convento di San Zaccaria, attorno alle due chiese originariamente presenti in questa area, la chiesa di San Teodoro (primo patrono di Venezia), poi demolita per far posto alla Basilica di San Marco e la prima chiesa di San Geminiano, originariamente posta all'incirca a metà lunghezza della piazza attuale, di fronte alla Basilica. Con l'allargamento della Piazza, la Chiesa di San Geminiano venne poi riedificata all'altezza dell'attuale Ala Napoleonica, ora parte del Museo Correr, per costruire la quale la chiesa venne demolita nel 1807 su ordine di Napoleone.
Nell'anno 828 i pescatori Buono da Malamocco e Rustego da Torcello trafugarono da Alessandria d'Egitto la salma di San Marco evangelista e la portarono a Venezia, dove è tuttora conservata nella Basilica a lui dedicata. Da allora il santo divenne il patrono della città e diede il nome alla Piazza.
Le statue sulle colonne di San Marco e San Todaro ricordano entrambi i Santi protettori della città.

## Monumenti ed arte

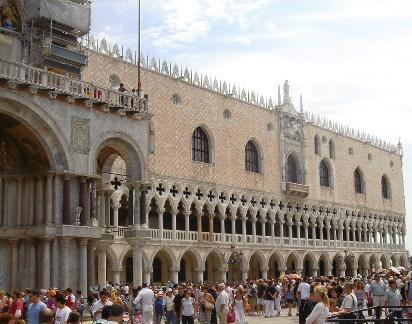
Il Palazzo Ducale

Il fulcro vitale del sestiere è senz'altro Piazza San Marco, su cui si affacciano il Palazzo Ducale, sede del potere politico veneziano sin dal IX secolo, sua prima edificazione e la Basilica di San Marco, cappella privata del Doge fino al 1807: al popolo infatti non era concesso entrare nella Basilica se non in feste o occasioni eccezionali. Fino a tale data la sede Patriarcale di Venezia era San Pietro di Castello, all'estremo orientale della città.
È l'unico spazio cittadino a cui si riserva l'appellativo di Piazza, poiché nel resto della città vi sono solo campi, campielli, corti eccetera.
Le Procuratie poste di fronte alla Basilica e al Palazzo Ducale erano sede del potere giuridico della Serenissima.
La Torre dell'orologio, restaurata nel 2006, è un monumento molto importante per i veneziani.
Dietro il Palazzo Ducale dal ponte della Paglia è possibile ammirare il noto ponte dei Sospiri oltre al quale inizia il sestiere di Castello.
L'area marciana è sede di importanti musei: oltre a quello del Palazzo Ducale, sono da ricordare il Tesoro di San Marco, all'interno della basilica, il museo Correr e il museo nazionale archeologico a cui si possono aggiungere le sale storiche della biblioteca Marciana.
Altri luoghi di interesse sono il Gran Teatro La Fenice, la chiesa di San Moisè che sorge alla fine della Calle Larga XXII Marzo, la chiesa agostiniana di Santo Stefano, che margina l'omonimo campo e Palazzo Grassi, da non molto riconvertito in prestigiosa sede espositiva.
Al sestiere appartiene anche l'isola di San Giorgio Maggiore, dove sorgono l'omonima basilica e il grande convento dove oggi ha sede la fondazione Giorgio Cini.